# Lee Byung-chull
Lee Byung-chull (Koreaans: 이병철) (Uiryeong (Gyeongsangnam-do), 12 februari 1910 – Seoel, 19 november 1987) was de oprichter van de Samsung Group en een van de succesvolste zakenmannen van Zuid-Korea.

## Loopbaan
Byung-chull was een zoon van een rijke familie die veel grond bezat. Korea was in zijn geboortejaar een kolonie van het Keizerrijk Japan geworden. Byung-chull kreeg de gelegenheid economie te studeren aan de Waseda-universiteit in Japan, maar vanwege ziekte maakte hij zijn studie niet af.
Na de vroege dood van zijn vader gebruikte hij diens nalatenschap om een rijstmolen te openen in zijn woonplaats Kyungnam. Hij was hiermee niet erg succesvol en al snel ging het bedrijf failliet. Hij trok een jaar door China en Korea om te zien waar zijn kansen lagen. Hij begon een goothandel in verse groenten en vis waarvoor hij ook een transportbedrijf met vrachtwagens oprichtte in Daegu op 1 maart 1938, dat hij Samsung Trading Co. noemde, een voorganger van Samsung. Samsung betekent drie sterren, wat het oude logo verklaart. Een jaar later kocht hij een Japanse bierbrouwer, Chosun, die hij enige jaren later weer met winst verkocht.
Ondanks problemen in het begin met de heerschappij van Japan over Korea transporteerde Samsung in 1945 goederen door geheel Korea en andere landen. Het bedrijf werd in 1947 in Seoel gevestigd en was een van de tien grootste handelsbedrijven toen de Koreaanse Oorlog begon in 1950. Met de verovering van Seoel door het Noord-Koreaanse leger werd Byung-chull gedwongen om zijn zaken te verhuizen naar Pusan. De massale invasie van Amerikaanse troepen en materieel in Pusan tijdens de oorlog de anderhalf jaar daarop volgend deed de zaken van Byung-chull zeer goed lopen.
Na de oorlog richtte hij Cheil Industries op, dat zeer succesvol en winstgevend werd. Hij zorgde voor goede contacten met de Zuid-Koreaanse president Syngman Rhee en kreeg hierdoor toegang tot buitenlandse valuta om wol te kopen die hij in Zuid-Korea verwerkte tot textielproducten. Hij gebruikte de inkomsten van Cheil Industries om talloze andere bedrijven te starten, die producten verkochten in een breed scala van markten: textiel (Cheil Wool Textile Co.), auto's, verzekeringen, winkels (Shinsegae) en consumenten-elektronica. Tegen het einde van de jaren vijftig was hij de rijkste man van Zuid-Korea.
In 1961, toen generaal Park Chung-hee de macht had gegrepen in het land, was Byung-chull in Japan. Byung-chull was een rijk man die zijn vermogen niet helemaal eerlijk had verkregen en werd door de nieuwe autoriteiten gezocht. Park Chung-hee kon hem opsluiten, maar er kwam uiteindelijk een overeenkomst waarbij Samsung zijn banken moest overdragen aan de regering en 4,4 miljoen Amerikaanse dollar aan achterstallige belastingen en boetes moest betalen. Verder diende Samsung de economische richtlijnen van de regering te volgen.
President Park legde de economische focus op export. Ieder bedrijf wat daaraan bijdroeg, kon rekenen op hulp van de overheid en op geld van de staatsbanken. Park drong aan op een nieuwe grote kunstmestfabriek die Samsung na 18 maanden in 1967 kon openen. Tijdens de bouw had Samsung grondstoffen voor de kunstmestfabriek voor andere doeleinden verkocht. Dit leidde tot een schandaal omdat het de economische vooruitgang van het land ondermijnde. De tweede zoon van Byung-chull, Chang-hee, werd verantwoordelijk gehouden en veroordeeld tot een lange gevangenisstraf. Byung-chull moest aftreden en 51% van de aandelen in de kunstmestfabriek overdragen aan de overheid. Zijn oudste zoon, Maeng-hee, werd topbestuurder, maar niet voor lang. In 1968 nam Byung-chull weer zijn positie in aan het hoofd van Samsung.
Een jaar later werd Samsung Electronic Industries opgericht voor de productie van televisies. In 1974 kocht Samsung een aandelenbelang in een producent van halfgeleiders en dit was het begin van Samsung Semiconductor. Byung-chull was later tijdens zijn loopbaan nog voorzitter van de Federation of Korean Industries en stond bekend als de rijkste man in Korea. Hij overleed aan longkanker op 18 november 1987. De Samsung Group bestond toen uit 26 bedrijven en telde zo'n 75.000 medewerkers.

## Privé
Byung-chull en zijn vrouw kregen acht kinderen, drie jongens en vijf meisjes. Om zijn contacten te verbreden en zijn bedrijf uit te breiden huwden de kinderen met andere invloedrijke families. Kun-hee, zijn derde zoon en opvolger, huwde met een dochter van een hoge ambtenaar met direct toegang tot de president van Zuid-Korea. Al in 1976 werd Kun-hee aangewezen als zijn opvolger en kort na zijn vaders dood nam hij in 1987 het bedrijf over. Hij kreeg de grootste bedrijven toegewezen, met Samsung Electronics als de meest belangrijke. Zijn twee broers kregen kleinere belangen, net als zijn oudste en jongste zus, In-hee en Myung-hee.

## Ho-Am Museum
Na zijn dood werd zijn huis (Ho-Am) geopend voor toeristen. Zijn collectie van Koreaanse kunst wordt gezien als een van de grootste en mooiste particuliere collecties in het land en een aantal objecten daaruit worden beschreven als nationale schatten door de Koreaanse regering. Ho-Am ligt op korte afstand van Everland-Park, het meest bekende attractiepark van Zuid-Korea (overigens in bezit van de Samsung Group). In 1991 werd de Ho-Am-prijs ingesteld, genoemd naar Byung-chulls pseudoniem.
- Bibliothèque nationale de France: cb15920965w (data)
- International Standard Name Identifier: 0000 0000 7850 9721
- Library of Congress Control Number: n82145472
- Bibliotheek van het Japanse parlement: 00159538
- Virtual International Authority File: 35808150
- WorldCat: E39PBJckRWqMHB4prtxKfGXrv3